# Родріго Санторо
Родріго Жункейра дос Рейс Санторо (порт. Rodrigo Junqueira dos Reis Santoro; нар. 22 серпня 1975, Петрополіс, штат Ріо-де-Жанейро, Бразилія) — бразильський актор, відомий за фільмами «Карандіру», «Реальна любов», «300 спартанців», «Че», «Я кохаю тебе, Філліпе Моріс», «Фокус», «300 спартанців: Відродження імперії», « Бен-Гур», а також по серіалам «Ніжна отрута», «Край «Дикий Захід»» і «Загублені».

## Біографія та кар'єра
Родріго Санторо народився 22 серпня 1975 року в Петрополіс, Ріо-де-Жанейро, Бразилія. Закінчивши школу, Родріго вступив на факультет журналістики в Папський католицький університет. Пізніше його інтереси змістилися у бік кінематографа, і Родріго перевівся в акторську школу при «серіальному» каналі TV Globo. Санторо почав багато та успішно зніматися у бразильських телесеріалах.
Першу роль у великому кінематографі Родріго отримав у 2001 році, знявшись у фільмі «Семиголовий звір» у ролі молодої людини з доброї родини, пристрасть якого до марихуани довела його до стін психіатричної клініки.
Родріго помітили критики, і його почали запрошувати на інші цікаві ролі. Так, у фільмі «Карандіру» (в'язниця в Латинській Америці) Санторо зіграв у драматичній і кривавій історії придушення тюремного бунту, коли загинуло більше ста ув'язнених — реальна пригода — одного з персонажів транссексуала-проституту "Леді Ді". Фільм Останнє сонце, також за його участю, номінувався в категорії «Кращий іноземний фільм» на «Золотий глобус» у 2002 році.
Канадського режисера Алана Аккермана зацікавив яскравий латиноамериканський актор і він запропонував йому місце в одному зі своїх фільмів для канадського телебачення. Потім Санторо отримав епізодичну роль у фільмі «Янголи Чарлі: Повний вперед». Так розпочалася його кар'єра на північноамериканському континенті.
За «Янголами» була комедія 2003 року «Реальна любов». Родріго Санторо знімався в рекламних роликах разом з Жизель Бюндхен (2002).
У 2004 році Родріго зіграв у трихвилинному рекламному ролику парфумів Chanel No. 5 The Film з Ніколь Кідман.
У 2006 році Санторо брав участь у зйомках серіалу «Загублені» у ролі Пауло, а після знявся у своїй найбільш помітній на сьогоднішній день ролі Ксеркса у фільмі «300 спартанців».

## Особисте життя
Актор живе в Ріо і не поспішає переїжджати до Лос-Анджелеса.
Санторо - шанувальник групи The Doors і творів Шекспіра.
Родріго часто бере участь у благодійності. Так, наприклад, в 2008 році він грав у футбольному матчі, збори від якого пішли у фонд Юнісеф, разом з Аланом Ширером і Луїшем Фігу.
З 2013 року зустрічався з моделлю Мел Фронковіак. 2017 року у пари народилася донька.

## Фільмографія
| Рік       |    | Українська назва                    | Оригінальна назва                    | Роль                            |
| --------- | -- | ----------------------------------- | ------------------------------------ | ------------------------------- |
| 1993      | с  | Очі в очі                           | Olho no Olho                         | Педро                           |
| 1994      | с  | Моя батьківщина                     | Pátria Minha                         | Фернандо                        |
| 1995      | с  | Вибух у серці                       | Explode Coração                      | Сержиньо                        |
| 1996      | с  | Геть з дороги!                      | Sai de Baixo                         | Гама                            |
| 1996      | с  | Комедія приватного життя            | A Comédia da Vida Privada            | юнак                            |
| 1997      | с  | Кохання витає в повітрі             | O Amor Está no Ar                    | Лео                             |
| 1998      | с  | Неприборкана Хільда                 | Hilda Furacão                        | Фрей Малтас                     |
| 1999      | с  | Ніжна отрута                        | Suave Veneno                         | Елізеу Вієйра                   |
| 2001      | с  | Путівна зірка                       | Estrela-Guia                         | Карлос Чарльз Пімента           |
| 2001      | ф  | Семиголовий звір                    | Bicho de Sete Cabeças                | Вілсон Соуза Нету               |
| 2001      | ф  | Останнє сонце                       | Abril Despedaçado                    | Тонью                           |
| 2001      | с  | Нормальні                           | Os Normais                           | Жуліу                           |
| 2002      | с  | Пастирі ночі                        | Pastores da Noite                    | падре Гомес                     |
| 2003      | ф  | Карандіру                           | Carandiru                            | Леді Ді                         |
| 2003      | ф  | Римська весна місіс Стоун           | The Roman Spring of Mrs. Stone       | юнак                            |
| 2003      | ф  | Янголи Чарлі: Повний вперед         | Charlie's Angels: Full Throttle      | Ренді Еммерс                    |
| 2003      | ф  | Реальне кохання                     | Love Actually                        | Карл                            |
| 2003      | с  | Жінки у коханні                     | Mulheres Apaixonadas                 | Діогу Ногейра                   |
| 2004      | ф  | Господиня історії                   | A Dona da História                   | Луїз Клаудіо                    |
| 2005      | с  | Сьогодні - день Марії               | Hoje É Dia de Maria                  | Амаду                           |
| 2005      | с  | Сьогодні - день Марії 2             | Hoje É Dia de Maria 2                | Шику                            |
| 2006      | ф  | 300 спартанців                      | 300                                  | цар персів Ксеркс               |
| 2006—2007 | с  | Загублені                           | Lost                                 | Пауло                           |
| 2007      | ф  | Не з волі випадку                   | Não Por Acaso                        | Педру                           |
| 2008      | ф  | Розсмучені                          | Os Desafinados                       | Жоакін у юності/Антоніу         |
| 2008      | ф  | Червоний пояс                       | Redbelt                              | Бруну Сілва                     |
| 2008      | ф  | Арештантська                        | Leonera                              | Рамиру                          |
| 2008      | ф  | Че                                  | Che                                  | Рауль Кастро                    |
| 2009      | ф  | Я кохаю тебе, Філліпе Моріс         | I Love You Phillip Morris            | Джиммі                          |
| 2009      | с  | Звук і лють                         | Som e Fúria                          | Санджей                         |
| 2009      | ф  | Школа виживання випускників         | Post Grad                            | Девід Сантьяго                  |
| 2011      | ф  | Там мешкають дракони                | There Be Dragons                     | Оріол                           |
| 2011      | мф | Ріо                                 | Rio                                  | Туліо                           |
| 2011      | ф  | Моя Країна                          | Meu Pais                             | Маркус                          |
| 2011      | ф  | Елено                               | Heleno                               | Елено Де Фрейтас                |
| 2012      | ф  | Що чекати, коли чекаєш дитини       | What to Expect When You're Expecting | Алекс                           |
| 2013      | ф  | Повернення героя                    | The Last Stand                       | Френк Мартінес                  |
| 2014      | ф  | 300 спартанців: Відродження імперії | 300: Rise of an Empire               | цар персів Ксеркс               |
| 2014      | мф | Ріо 2                               | Rio 2                                | Туліо                           |
| 2014      | ф  | Ріо, я люблю тебе                   | Rio, Eu Te Amo                       | Він                             |
| 2015      | ф  | Фокус                               | Focus                                | Гаррига                         |
| 2015      | ф  | 33                                  | The 33                               | Лоуренс Голборн                 |
| 2016      | ф  | Джейн береться до зброї             | Jane Got a Gun                       | Фітчум                          |
| 2016      | ф  | Пеле: Народження легенди            | Pelé: Birth of a Legend              | бразильський диктор             |
| 2016      | ф  |                                     | Dominion                             | Карлос                          |
| 2016      | ф  | Бен-Гур                             | Ben-Hur                              | Ісус Христос                    |
| 2016      | с  | Старик Шику                         | Velho Chico                          | Афраніу де Са Рібейру (молодий) |
| 2016—2022 | с  | Край «Дикий Захід»                  | Westworld                            | Гектор Ескатон                  |
| 2019      | с  | Розправа                            | Reprisal                             | Джоел Келлі                     |
| 2020      | ф  | Проект «Сила»                       | Project Power                        | Біггі                           |
| 2023      | с  | Вовча зграя                         | Wolf Pack                            | Гаррет Бріггс                   |